# Attilio Cusani
Attilio Cusani (Benevento, 1996) è un fotografo, regista di videoclip italiano.

## Biografia
Attilio Cusani nasce e cresce a Benevento. Diplomatosi al Liceo classico Pietro Giannone della città, si trasferisce a a Parigi. Successivamente si trasferisce a Milano dove si laurea in letteratura antica, lavorando come fotografo nell'industria della moda, gestendo campagne pubblicitarie per Bulgari, Calvin Klein, La Perla e Yves Saint Laurent.
Nel 2018 esordisce come regista per i video musicali di Gioventù bruciata e Milano Good Vibes di Mahmood, ottenendo successo grazie al video del brano Soldi vincitore del Festival di Sanremo 2019.
Nel 2021 collabora come fotografo con la rivista Rolling Stone Italia , fotografando tra i vari artisti Carmen Consoli e i Negramaro.

## Video musicali
- Milano Good Vibes di Mahmood (2018)
- Gioventù bruciata di Mahmood (2018)
- Soldi di Mahmood (2019)
- Barrio di Mahmood (2019)
- Calipso di Charlie Charles, Sfera Ebbasta, Mahmood e Fabri Fibra (2019)
- Margarita di Elodie e Marracash (2019)
- Pensare male di The Kolors e Elodie (2019)
- Stupida allegria di Emma Marrone (2019)
- Sublime di Dardust (2019)
- Rapide di Mahmood (2020)
- Dorado di Mahmood e Sfera Ebbasta (2020)
- Kobra di Mahmood (2021)
- Andromeda di Elodie (2020)
- Guaranà di Elodie (2020)
- Vertigine di Elodie (2021)
- Glicine di Noemi (2021)
- Voce di Madame (2021)
- Marea di Madame (2021)

- Una domenica al mare di Carmen Consoli (2021)
- Perso nel buio di Sangiovanni (2021)
- Vita di La Rappresentante di Lista (2021)
- Orango tango di Margherita Vicario (2021)
- Seta di Elisa (2021)
- Brividi di Mahmood e Blanco (2022)
- L'addio di Coma Cose (2023)
- Mostro di Gianmaria (2023)
- Tuta gold di Mahmood (2024)
- Sempre/Jamais di Mahmood e Angèle (2024)
- Ra ta ta di Mahmood (2024)
- Diamanti grezzi di Clara (2024)
- Sesso e samba di Tony Effe e Gaia (2024)
- Non ho bisogno di te di Noemi (2024)
- Sottosopra di Malika Ayane (2024)
- Black Nirvana di Elodie (2024)
- Mi ami mi odi di Elodie (2025)
- Tutta l'Italia di Gabry Ponte (2025)

## Pubblicità

### Registe e art director
- Samsung Galaxy Z Fold 2 (2020)
- Lancôme (2021)
- Pomellato (2022)
- Just Cavalli (2022)
- Arena (2022)
- Wella Hair Cair (2023)
- Dolce & Gabbana (2023, 2025)
- Tezenis (2024)

## Pubblicazioni

### Pubblicazioni fotografiche
- Oggetti, in Perimetro, 24 agosto 2020.
- In viaggio con Carmen Consoli, in Rolling Stone Italia, 4 dicembre 2021.
- Ovunque vado guardo in alto e in basso, in Perimetro, 6 maggio 2023.

## Riconoscimenti
- Videoclip Italia Awards
  - 2022 – Candidatura al miglior videclip pop per Klan[4]
  - 2025 – Premio Billboard Italia per Tuta gold[5]
  - 2025 – Candidatura al miglior videclip pop per Tuta gold
  - 2025 – Candidatura al miglior regista

- Premio Rivelazione SIAE Roma Videoclip Festival di Sanremo 2024 per Diamanti grezzi[6]